# Do Sarān
Do Sarān (persiska: دو سران, دُوسَران) är en ort i Iran.   Den ligger i provinsen Zanjan, i den nordvästra delen av landet, 300 km nordväst om huvudstaden Teheran. Do Sarān ligger 1 840 meter över havet och antalet invånare är 146.
Terrängen runt Do Sarān är kuperad åt nordost, men åt sydväst är den platt.Runt Do Sarān är det ganska glesbefolkat, med 47 invånare per kvadratkilometer. Närmaste större samhälle är Armaghānkhāneh, 4,5 km öster om Do Sarān. Trakten runt Do Sarān består i huvudsak av gräsmarker.